# Макайзек, Дугалд
Дугалд М. Макайзек (англ. Dugald M. MacIsaac, 25 июля 1901 — 20 февраля 1961) — шотландский шахматист и шахматный журналист.
В составе сборной Шотландии участник шахматной олимпиады 1933 года. В этом соревновании выступал на 3-й доске. Сыграл 11 партий: ничьи с Й. Рейфиржем (Чехословакия) и Ф. Норчиа (Италия), поражения от А. Дейка (США), А. Вайды (Венгрия), Э. Лундина (Швеция), Г. Мюллера (Австрия), У. Уинтера (Англия), В. Кана (Франция), И. Аппеля (Польша), М. Фейгина (Латвия), М. Энгельмана (Бельгия).
Вёл шахматный отдел в газете «The Herald» (Глазго).
Состоял в шахматном клубе Глазго. Тренировал молодых шахматистов. Наиболее известный ученик — национальный мастер и гроссмейстер по шахматной композиции Н. А. Маклауд.